# Барра, Деклан де
Де́клан де Ба́рра (англ. Declan de Barra; родился 6 мая 1971, Банмахон, Уотерфорд, Ирландия) — ирландский певец, музыкант и сценарист. Шоураннер телесериала «Ведьмак: Происхождение».

## Биография
Деклан де Барра родился 6 мая 1971 года в деревне Банмахон в графстве Уотерфорд, Ирландия. В 1989 году он эмигрировал вместе с семьёй в Австралию. Изучал в университете изобразительное искусство, позже занялся музыкой и в 1995 году создал группу Non-Intentional Lifeform. Через три года группа распалась, Барра создал новую (Clann Zú). После её распада в 2005 году Барра начал сольную карьеру. Он записал три сольных альбома: Song of a Thousand Birds (2005), A Fire to Scare the Sun (2008) и Fragments Footprints & the Forgotten (2011). Позже Барра переехал в Лос-Анджелес и начал карьеру сценариста. В 2019 году он участвовал в работе над сериалом «Ведьмак». В 2020 году стал шоураннером приквела «Ведьмака» — мини-сериала «Ведьмак: Происхождение».